# Yoshiki Narahara
Yoshiki Narahara (japanisch 楢原 慶輝 Narahara Yoshiki; * 7. April 2004 in Chikugo, Präfektur Fukuoka) ist ein japanischer Fußballspieler.

## Karriere

### Verein
Yoshiki Narahara erlernte das Fußballspielen in der Jugendmannschaft von Sagan Tosu. Die erste Mannschaft spielte in der ersten japanischen Liga. Sein Erstligadebüt für den Verein aus Tosu gab er als Jugendspieler am 10. Juli 2022 (21. Spieltag) im Heimspiel gegen Kashiwa Reysol. Hier wurde er in der 82. Minute für Yūki Kakita eingewechselt. Kashiwa gewann das Spiel durch ein Tor von Yūki Mutō mit 1:0. Am 1. Februar 2023 wechselt er von der Jugend in die erste Mannschaft. Am Ende der Saison 2024 belegte er mit Sagan Tosu den letzten Tabellenplatz und musste somit in die zweite Liga absteigen.

### Nationalmannschaft
Yoshiki Narahara spielte 2019 zweimal für die U15-Nationalmannschaft und viermal für die U16-Nationalmannschaft. 2022 kam er viermal in den Qualifikationsspielen zur U20-Asienmeisterschaft zum Einsatz.